# 美國軍事法庭
美国现行的军事司法体系是根据20世纪50年代国会通过的“军事司法统一法规”建立起来的。该法规统一了各军种的司法体系，阐述了各种犯罪行为，从违抗军令，到谋杀等各种由军事法庭审判的罪行。
军事法庭没有常设机构，也就是说没有固定的法院，军队走到哪里，法庭就设在哪里，一旦被召集就具有司法权。军事法庭的法官、律师和其他成员来自负责军事法庭审讯的武装部队。